# 平安時代史事典
『平安時代史事典』（へいあんじだいしじてん）は平安時代の総合大事典。古代学協会・古代学研究所が編集し角川書店が平安京遷都1200年（1994年）に出版。角田文衞監修。全3冊。
絶版されていたがCD-ROM版が2006年11月に発売されている。

## 特色
- 平安時代400年間の歴史を、約2万1000の項目で解明。
- 本巻2冊は、政治、経済、社会、宗教、文芸、美術工芸、風俗、地名、書名などさまざまな分野にまたがり、さらに王朝と関わり深い動植物や自然現象、そして平安時代史研究の上で大きな業績を残した研究者名に至るまでを網羅した、いわば平安時代の百科事典といえる。
- 人名は女性名もかつて類を見ないほどできるだけ多く採用。監修者の角田文衞の方針により、女性名も音読みではなく訓読みで載録。たとえば、一条天皇中宮・藤原彰子は、通常は「ふじわらのしょうし」とされることが多いが、この事典では「ふじわらのあきこ」で立項されている。
- 各項目には、関連諸学（文献史学、考古学、民俗学など）の研究報告・論文も参考文献として盛り込む。
- 執筆者は、各分野の研究者から選りすぐり、1,000名にのぼり、各項目にすべて記名。
- 別巻には、索引のほか、平安宮内裏図、平安京条坊図などの各種地図類、有職故実関係の図録類、天皇、女院、斎宮、斎院、後宮の各表、文化財一覧など多数掲載。

## 書誌情報
- 『平安時代史事典』（角川書店、1994年4月）ISBN 978-4-04-031700-7
  - B5判函入り、本巻2冊（上巻:あ～そ　1p～1436p、下巻:た～を　1437p～2777p）、別巻（資料･索引編: 1p～550p）の全3冊。本文は縦4段組み。
- 『平安時代史事典 CD‐ROM版』（角川書店、2006年10月31日）ISBN 978-40-46-21991-6